# 小園竜一
小園 竜一（こぞの りゅういち、1971年3月8日 - ）は、日本のベーシスト。バンドグループ魂のメンバー（ベース担当、「小園」名義）。
千葉県松戸市出身。松戸市立松戸高等学校卒業。

## 人物・来歴
1997年のグループ魂レジェンド「ソウルフル〜ジャニスジョップリン、こたつで寝る」/下北沢Club QUEより参加。
グループ魂ではベース、作曲を担当する他、コントに参加することもある。
料理の専門学校を卒業し、スナックそのを経営。
グループ魂のボーカル破壊（阿部サダヲ）は高校時代の同級生。卒業してから2人で暮らしていたこともある。
比較的大人しいが、隅に置けない色男である。